# 波旁縣 (堪薩斯州)
波旁縣（英語：Bourbon County，簡稱BB）是美國堪薩斯州東部的一個縣，東鄰密蘇里州。面積1,655平方公里。根據美國2000年人口普查，共有人口15,379人。縣治斯科特堡（Fort Scott）。
成立於1855年8月25日。縣名來自肯塔基州同名的縣。